# Giovanni Lami

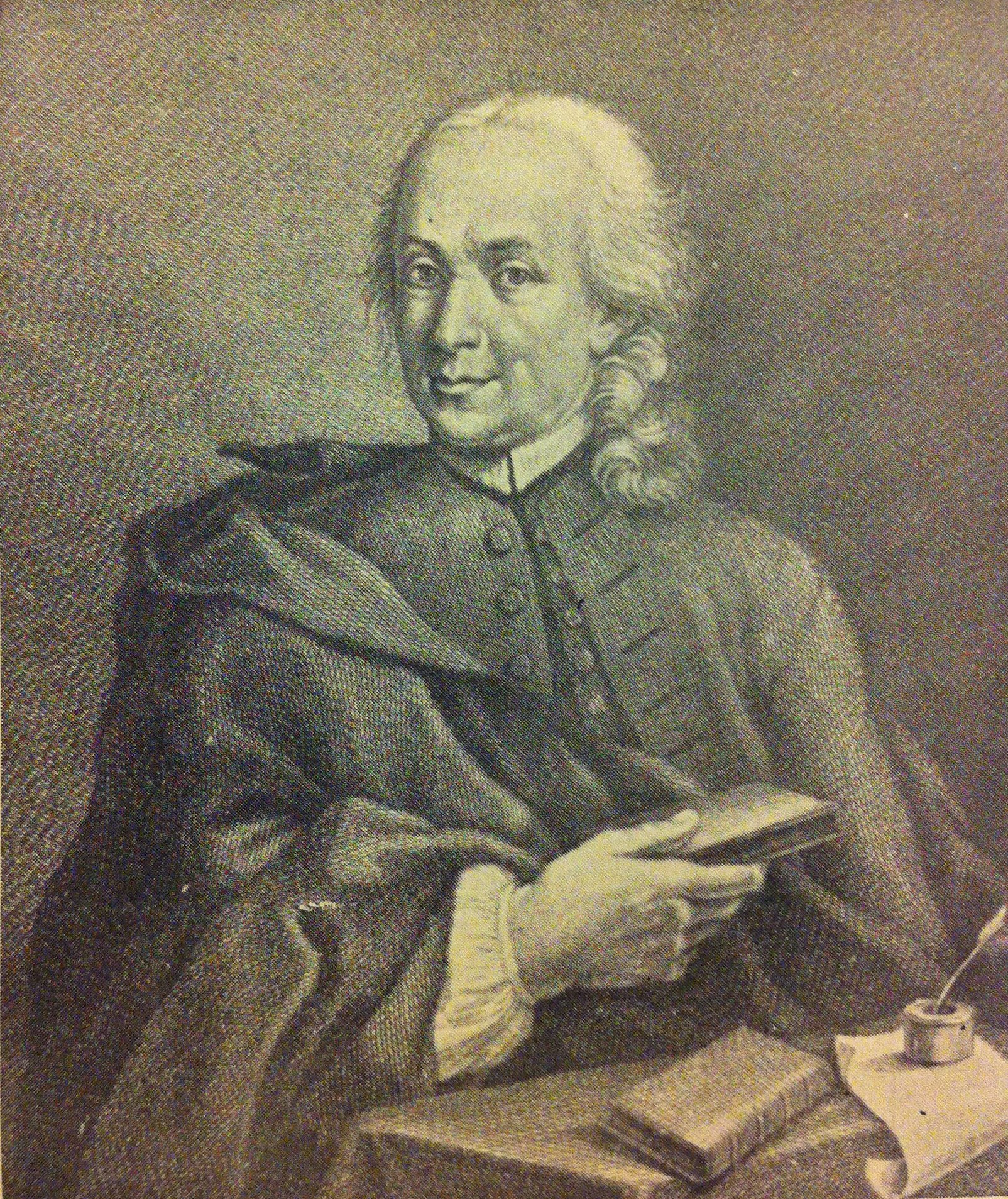
Giovanni Lami, porträtiert von Giuseppe Allegrini, (1773)

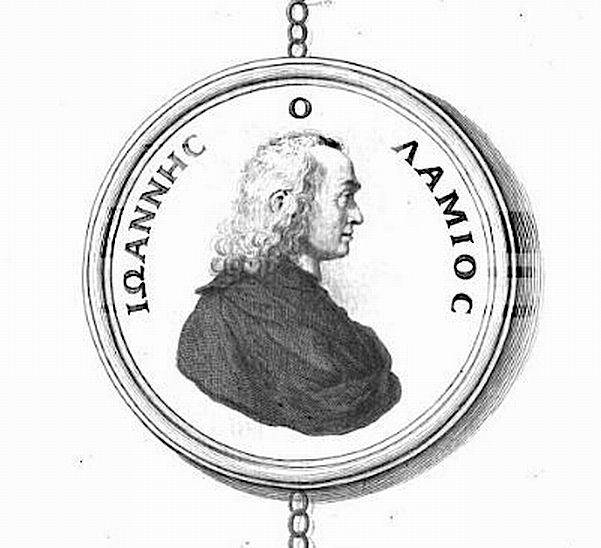
Giovanni Lami (Frontispiz im Catalogus codicum manuscriptorum, 1756; Detail)

Giovanni Lami, auch: Joannes oder Johannes Lamius (* 8. November 1697 in Santa Croce sull’Arno; † 6. Februar 1770 in Florenz), war ein italienischer Rechtsgelehrter, Philologe und Bibliothekar. Er veröffentlichte Werke zur Kirchengeschichte und katalogisierte als Direktor der Biblioteca Riccardiana deren Bestände.

## Leben
Giovanni Lami wurde 1697 in eine Familie wohlhabender Kaufleute und Landbesitzer geboren. Sein Vater hatte 1683 in Pisa das Examen zum Medicus absolviert. 1715 begann Giovanni Lami an der Universität von Pisa das Studium der Rechte, das er 1719 abschloss. Inspiriert von der umfangreichen Bibliothek des Professors Lazzaro Benedetto Migliorucci wandte Lami sich dem Studium der Geschichte, der Philosophie und des Griechischen zu. Im Jahr 1728 übernahm er eine Anstellung als Bibliothekar bei Gian Luca Pallavicini in Genua. Er reiste nach Paris und ließ sich nach seiner Rückkehr über die Niederlande 1732 in Florenz nieder, wo er 1736 die Stelle als Bibliothekar bei der Familie Riccardi, die sich seit Ende des 16. Jahrhunderts der Sammlung wertvoller Bücher und Kodizes widmete, antrat. 1740 wurde Giovanni Lami zum alleinigen Direktor der Riccardiana-Sammlung bestellt und behielt die Position bis zu seinem Tode. Ab 1733 wirkte er auch als Lehrer für Kirchengeschichte an der Universität und als Berater des Großherzogs der Toskana, Gian Gastone de’ Medici. Giovanni Lami verstarb am 6. Februar 1770 allein in seinem Florentiner Haus; die Nachricht von seinem Tod ist in einem Brief erhalten. 1772 wurde ihm im südlichen Seitenschiff der Basilika von Santa Croce in Florenz ein Grabmal errichtet.

## Wirken

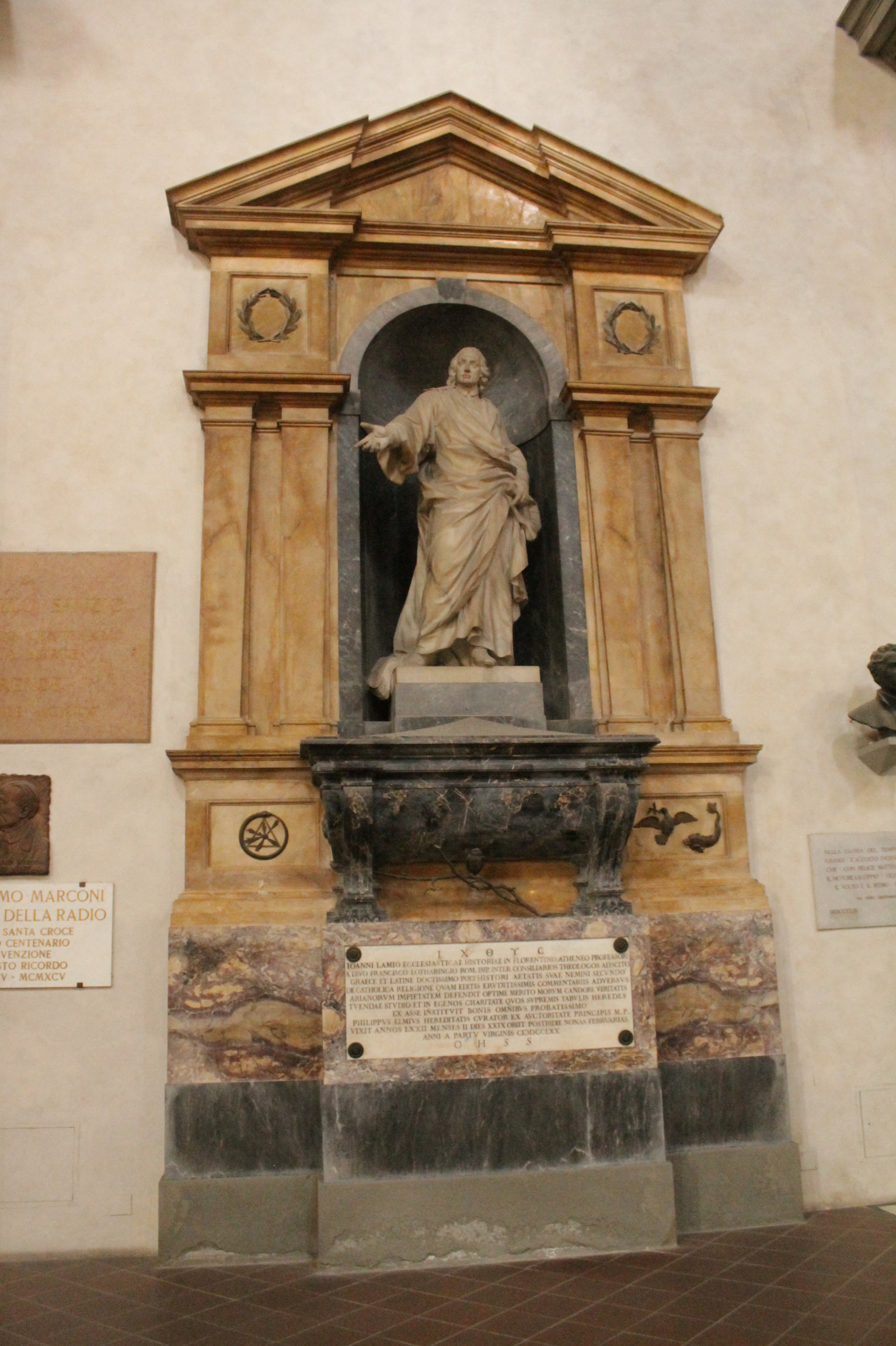
Grabmal des Giovanni Lami in Santa Croce, Florenz von Innocenzo Spinazzi

Giovanni Lami zeigte sich in seinen Veröffentlichungen nicht nur gelehrt, sondern auch Kontroversen nicht abgeneigt, in denen um theologische Dogmen gestritten wurde. Er veröffentlichte gelegentlich unter den Pseudonymen Charito[n], Cesellio Filomastige und [M.] Thymoleon. Seine Verdienste, bereits zu Lebzeiten in Medaillen und Konterfeis gewürdigt, seit er 1737 in die Accademia della Crusca kooptiert worden war, bestanden in seinen Erfassungen der Riccardiana, wie zum Beispiel in der Erstellung eines Index der zur Sammlung gehörenden Handschriften 1756, und philologischen Editionen. So besorgte er unter anderem eine Ausgabe der Werke des niederländischen Philologen Johannes van Meurs (1579–1639) und gab zwischen 1736 und 1769 eine unveröffentlichte Sammlung von Flugschriften (Delicae eruditorum) in Florenz heraus. Lami veröffentlichte Lezioni di antichità toscane (Lehren von der toskanischen Antike, Florenz 1766) und trug mit einer Zeitschrift Novelle letterarie zum Florentiner Kulturleben bei.